# Annette Skotvoll
Annette Skotvoll (Trondheim, 1 de setembro de 1968) é uma ex-handebolista profissional norueguesa, medalhista olímpica.
Annette Skotvoll fez parte da geração medalha de prata de Seul 1988 e Barcelona 1992.